# Веттштейн, Фриц фон
Фриц фон Веттштейн (нем. Fritz von Wettstein, 24 июня 1895 — 12 февраля 1945) — австрийский (немецко-австрийский) биолог, ботаник и миколог чешского происхождения.

## Имя
В различных источниках встречаются разные формы записи имени Веттштейна:
- нем. Fritz Wettstein von Westerheim[3][4],
- нем. Fritz Wettstein[3][4],
- нем. Friedrich Wettstein von Westersheim[4],
- нем. Friedrich Wettstein[4].

## Биография
Фриц фон Веттштейн родился в Праге 24 июня 1895 года. Он был сыном Рихарда Веттштейна.
С 1925 года Веттштейн был профессором в Гёттингене, а с 1931 года — в Мюнхене.
Фриц фон Веттштейн умер в коммуне Тринс 12 февраля 1945 года.

## Научная деятельность
Фриц фон Веттштейн специализировался на папоротниковидных, мохообразных, водорослях, семенных растениях и на микологии.

## Научные работы
- Morphologie und Physiologie des Formwechsels der Moose auf genetischer Grundlage. 1924.
- Uber plasmatische Vererbung. 1930.